# Anna Julia Cooper
Anna Julia Cooper (ur. 1858 w Raleigh, zm. 27 lutego 1964 w Waszyngtonie) – amerykańska pisarka, wykładowczyni, feministka i działaczka, uważana za jedną z czołowych afroamerykańskich postaci środowiska akademickiego Stanów Zjednoczonych. W 1924 roku doktoryzowała się jako czwarta Afroamerykanka w dziejach. Jej przewód doktorski z historii został przeprowadzony na Sorbonie. Członkini społeczności afroamerykańskiej w Waszyngtonie.

## Życiorys
Jej rodzicami byli czarna niewolnica Hannah Stanley i jej biały właściciel George Washington Haywood. Anna Julia Cooper zdobyła wykształcenie nauczycielskie i w 1877 roku poślubiła byłego niewolnika George’a C. Coopera. Z powodu zamążpójścia została zmuszona do opuszczenia stanowiska nauczycielskiego.

## Głos z Południa / A Voice from the South
W 1892 roku Anna Julia Cooper opublikowała swoją pierwszą i najbardziej znaną książkę A Voice from the South: By A Woman from the South (Głos z Południa, autorstwa Kobiety z Południa), która jest uważana za pierwszą pozycję wydawniczą nurtu czarnego feminizmu. Książka promowała samodyscyplinę Afroamerykanek, w celu uzyskania awansu społecznego poprzez edukację. Zdaniem Cooper poprawa statusu czarnych kobiet, miała przełożyć się na poprawę statusu całej społeczności afroamerykańskiej.

## Wybrane dzieła
- A Voice from the South by a Black Woman of the South, 1892
- L'Attitude de la France a l'Egard de l'Esclavage pendant la Revolution, 1925
- Le Pelerinage de Charlemagne: Voyage a Jerusalem et a Constantinople, 1925